# Universitetet i Salerno
Universitetet i Salerno (italienska: Università degli Studi di Salerno, UNISA) är ett statligt universitet i Italien, vars campus ligger i Fisciano (Salerno), Italien. Det har också ett campus en Baronissi.
Akademin grundades 1968, fast Salerno räknar en gammal tradition efter Escuela Médica Salernitana (700-talet).